# 若望-伯多禄·里卡尔
若望-伯多祿·里卡爾（法語：Jean-Pierre Ricard；1944年9月25日—）是法國籍天主教司鐸級樞機及波爾多總教區榮休總主教。

## 生平

### 早期生活
里卡爾於1944年9月26日在法國第二大城市和第三大都會區馬賽出生。他曾在馬賽和蒂耶爾的公立中學就讀。他於1962年至1964年進入馬賽大修院學習哲學。他還於巴黎天主教大學就讀並獲得神學和复康博士學位。他於1968年10月5日在馬賽總教區晉鐸。

### 晉牧
他於1993年6月6日晉牧，並獲教宗若望·保祿二世任命為格勒諾布爾教區輔理主教，領普爾切里奧波利斯領銜教區主教銜。，他於1996年7月獲任命為蒙彼利埃教區助理主教，同年9月升任該教區的主教。他並成為法國主教團副主席。他於2001年11月6日當選法國主教團主席。他於2001年12月21日起出任波爾多總教區總主教。

### 擢升樞機
教宗本篤十六世於2006年3月24日將他冊封為司鐸級樞機，領羅馬聖奧斯定堂區司鐸銜。他曾參與2013年教宗選舉秘密會議，當時選出的是教宗方濟各。
教宗本篤十六世於2009年1月17日將他任命為宗座文化理事會的成員。2010年1月21日，他獲任命宗座基督徒合一促進理事會成員，並於2010年7月6日起出任聖座禮儀及聖事部成員。他於2012年6月12日被任命為聖座教育部成員。
他於2019年10月1日卸任波爾多總教區總主教一職。

## 牧徽

若望-伯多祿·里卡尔枢机牧徽